# Willem Jackson
Willem Jackson (Heidedal, 26 marzo 1972) è un allenatore di calcio ed ex calciatore sudafricano, di ruolo difensore.

## Palmarès

### Club

#### Competizioni nazionali
- Premier Soccer League: 2

Orlando Pirates: 2000-2001, 2002-2003
- Coppa di Lega sudafricana: 1

Silver Stars: 2006
- MTN 8: 2

Orlando Pirates: 1996, 2000

#### Competizioni internazionali
- Supercoppa CAF: 1

Orlando Pirates: 1996